# Helianthemum cylindrifolium
Helianthemum cylindrifolium är en solvändeväxtart som beskrevs av Bernard Verdcourt. Helianthemum cylindrifolium ingår i släktet solvändor, och familjen solvändeväxter. Inga underarter finns listade i Catalogue of Life.